# Kanton Le Merlerault
Der Kanton Le Merlerault war von 1790 bis 2015 ein französischer Wahlkreis im Arrondissement Argentan, im Département Orne und in der Region Normandie; sein Hauptort war Le Merlerault. Der Kanton war 154,15 km² groß und hatte (2006) 4.153 Einwohner. Er lag im Mittel 253 Meter über dem Meeresspiegel, zwischen 180 Meter in Nonant-le-Pin und 331 Meter in Échauffour.

## Gemeinden
Der Kanton bestand aus zwölf Gemeinden:
| Gemeinde                       | Einwohner Jahr | Fläche km² | Bevölkerungsdichte | Code INSEE | Postleitzahl |
| ------------------------------ | -------------- | ---------- | ------------------ | ---------- | ------------ |
| Les Authieux-du-Puits          | 66 (2013)      | –          | – Einw./km²        | 61017      | 61240        |
| Champ-Haut                     | 46 (2013)      | –          | – Einw./km²        | 61088      | 61240        |
| Échauffour                     | 742 (2013)     | –          | – Einw./km²        | 61150      | 61370        |
| La Genevraie                   | 108 (2013)     | –          | – Einw./km²        | 61188      | 61240        |
| Lignères                       | 28 (2013)      | –          | – Einw./km²        | 61225      | 61240        |
| Ménil-Froger                   | 62 (2013)      | –          | – Einw./km²        | 61264      | 61240        |
| Le Ménil-Vicomte               | 38 (2013)      | –          | – Einw./km²        | 61272      | 61240        |
| Le Merlerault                  | 886 (2013)     | –          | – Einw./km²        | 61275      | 61240        |
| Nonant-le-Pin                  | 532 (2013)     | –          | – Einw./km²        | 61310      | 61240        |
| Planches                       | 201 (2013)     | –          | – Einw./km²        | 61330      | 61370        |
| Saint-Germain-de-Clairefeuille | 167 (2013)     | –          | – Einw./km²        | 61393      | 61240        |
| Sainte-Gauburge-Sainte-Colombe | 1.102 (2013)   | –          | – Einw./km²        | 61389      | 61370        |

## Bevölkerungsentwicklung
| 1962 | 1968 | 1975 | 1982 | 1990 | 1999 | 2006 |
| ---- | ---- | ---- | ---- | ---- | ---- | ---- |
| 4990 | 5349 | 5089 | 4551 | 4196 | 4351 | 4153 |